# ラウラ・ヴァルボリ・アウリン
ラウラ・ヴァルボリ・アウリン（スウェーデン語: Laura Valborg Aulin, 1860年1月9日 イェヴレ - 1928年1月11日 エレブルー）は、スウェーデンのピアニスト・作曲家。トール・アウリンの姉である。
ニルス・ゲーゼやバンジャマン・ゴダールに作曲を師事。歌曲やピアノ独奏曲、オルガン曲のほかに、《弦楽四重奏曲ヘ長調》《弦楽四重奏曲ホ短調》がある。